# Portage (Utah)
Portage – miasto w Stanach Zjednoczonych, w stanie Utah, w hrabstwie Box Elder.